# IPP Trophy 2001
L'IPP Trophy 2001 è stato un torneo di tennis facente parte della categoria ATP Challenger Series nell'ambito dell'ATP Challenger Series 2001. Il torneo si è giocato a Ginevra in Svizzera dal 21 al 26 agosto 2001 su campi in terra rossa.

## Vincitori

### Singolare
Dennis van Scheppingen ha battuto in finale  Željko Krajan con il punteggio di 6–3, 6–2

### Doppio
Diego del Río /  Orlin Stanojčev hanno battuto in finale  Feliciano López /  Francisco Roig con il punteggio di 2–6, 7–6(0), 7–6(3)